# Hans Kraay
Johan Hendrik Kraay, detto Hans (Utrecht, 14 ottobre 1936 – Tiel, 27 ottobre 2017), è stato un calciatore, allenatore di calcio e dirigente sportivo olandese, di ruolo difensore.

## Biografia
Suo figlio Hans Kraay jr. ne seguì le orme, divenendo anch'egli calciatore e poi allenatore. Al termine della carriera è divenuto un opinionista sportivo televisivo. É morto il 27 ottobre 2017

## Carriera

### Giocatore

#### Club
Kraay inizia la carriera nel D.O.S. nel 1956, dove diventa subito titolare, vincendo il campionato 1957-1958 e giocando, in quattro stagioni, più di 150 partite. Intanto guadagna la prima convocazione in Nazionale olandese.
Nel 1960 passa al Feyenoord, dove rimane per otto stagioni, nel 1968 torna infatti al D.O.S.; con il Feyenoord vince per altre tre volte il campionato e una volta la KNVB beker (1964-1965).
Chiude la carriera da giocatore nel 1970.

#### Nazionale
Hans Kraay ha giocato in totale otto partite per la nazionale olandese, senza mai segnare; fa il suo esordio il 17 novembre 1957 a Rotterdam nell'amichevole contro il Belgio, subentrando al 68' a van der Hart. Gioca la sua ultima partita con gli Oranje sette anni dopo contro l'Albania.

### Allenatore
Dopo il ritiro diventa allenatore e, nei vent'anni di carriera, dirigerà, tra le altre, l'Ajax, l'AZ '67, lo Sparta Rotterdam e il Feyenoord.
Mentre è alla guida dell'AZ '67 vince ancora una volta la Coppa d'Olanda.

## Statistiche

### Cronologia presenze e reti in nazionale
| Cronologia completa delle presenze e delle reti in nazionale ― Paesi Bassi | Cronologia completa delle presenze e delle reti in nazionale ― Paesi Bassi | Cronologia completa delle presenze e delle reti in nazionale ― Paesi Bassi | Cronologia completa delle presenze e delle reti in nazionale ― Paesi Bassi | Cronologia completa delle presenze e delle reti in nazionale ― Paesi Bassi | Cronologia completa delle presenze e delle reti in nazionale ― Paesi Bassi | Cronologia completa delle presenze e delle reti in nazionale ― Paesi Bassi | Cronologia completa delle presenze e delle reti in nazionale ― Paesi Bassi |
| Data                                                                       | Città                                                                      | In casa                                                                    | Risultato                                                                  | Ospiti                                                                     | Competizione                                                               | Reti                                                                       | Note                                                                       |
| -------------------------------------------------------------------------- | -------------------------------------------------------------------------- | -------------------------------------------------------------------------- | -------------------------------------------------------------------------- | -------------------------------------------------------------------------- | -------------------------------------------------------------------------- | -------------------------------------------------------------------------- | -------------------------------------------------------------------------- |
| 17-11-1957                                                                 | Rotterdam                                                                  | Paesi Bassi                                                                | 5 – 2                                                                      | Belgio                                                                     | Amichevole                                                                 | -                                                                          | 68’                                                                        |
| 28-5-1958                                                                  | Oslo                                                                       | Norvegia                                                                   | 0 – 0                                                                      | Paesi Bassi                                                                | Amichevole                                                                 | -                                                                          |                                                                            |
| 28-9-1958                                                                  | Anversa                                                                    | Belgio                                                                     | 2 – 3                                                                      | Paesi Bassi                                                                | Amichevole                                                                 | -                                                                          |                                                                            |
| 27-5-1959                                                                  | Amsterdam                                                                  | Paesi Bassi                                                                | 1 – 2                                                                      | Scozia                                                                     | Amichevole                                                                 | -                                                                          |                                                                            |
| 21-10-1959                                                                 | Colonia                                                                    | Germania Ovest                                                             | 7 – 0                                                                      | Paesi Bassi                                                                | Amichevole                                                                 | -                                                                          | 58’                                                                        |
| 22-3-1964                                                                  | Anversa                                                                    | Belgio                                                                     | 0 – 0                                                                      | Paesi Bassi                                                                | Amichevole                                                                 | -                                                                          |                                                                            |
| 12-4-1964                                                                  | Amsterdam                                                                  | Paesi Bassi                                                                | 1 – 1                                                                      | Austria                                                                    | Amichevole                                                                 | -                                                                          |                                                                            |
| 24-5-1964                                                                  | Rotterdam                                                                  | Paesi Bassi                                                                | 2 – 0                                                                      | Albania                                                                    | Qual. Mondiali 1966                                                        | -                                                                          |                                                                            |
| Totale                                                                     |                                                                            | Presenze                                                                   | 8                                                                          |                                                                            | Reti                                                                       | 0                                                                          |                                                                            |

## Palmarès

### Giocatore

#### Club
- Campionato olandese: 4

DOS: 1957-1958
Feyenoord: 1960-1961, 1961-1962, 1964-1965
- KNVB beker: 1

Feyenoord: 1964-1965

### Allenatore
- KNVB beker: 1

AZ '67: 1977-1978